# Arda (rivier in Italië)
De Arda is een zijrivier van de Po in Emilia-Romagna, Noord-Italië met een lengte van 56 kilometer.
De rivier ontspringt op een hoogte van 1200 m in de omgeving van Morfasso, op de noordwestelijke flank van de Monte Lama in de Ligurische Apennijnen.
Op 15 km van de bron ligt het 2 km² grote stuwmeer Lago di Mignano op een hoogte van 341 m. Dit meer dient zowel voor drinkwatervoorziening als voor elektriciteitsproductie.
Voor de Arda de Povlakte bereikt stroomt hij door Lugagnano Val d'Arda en Castell'Arquato. Kort voor de monding bij Polesine Parmense stroomt de Ongina van rechts in de Arda.
Zoals vele Apennijnse rivieren is het debiet in de zomer veel lager dan in de herfst en de lente.